# Gnetum africanum
Gnetum africanum là một loài thực vật hạt trần trong họ Gnetaceae. Loài này được Welw. mô tả khoa học đầu tiên năm 1869.